# Ade Bethune
Pour les articles homonymes, voir Bethune.
Pour les autres membres de la famille, voir Famille de Béthune (Belgique).
 (juillet 2024).
Si vous disposez d'ouvrages ou d'articles de référence ou si vous connaissez des sites web de qualité traitant du thème abordé ici, merci de compléter l'article en donnant les références utiles à sa vérifiabilité et en les liant à la section « Notes et références ».
Ade Bethune, née Marie Adélaïde Anne Caroline de Béthune le 12 janvier 1914 à Schaerbeek et décédée le 1er mai 2002 à Newport dans le Rhode Island aux États-Unis, est une artiste peintre liturgique catholique belgo-américaine, petite-nièce de l'architecte et créateur des écoles Saint-Luc, Jean-Baptiste Bethune.

## Origines

Blason de la famille de Béthune

Adélaïde de Béthune est une descendante de la famille belge de Béthune. Son arrière-grand-père, Félix Bethune était membre du Congrès national, bourgmestre de Courtrai et sénateur. Elle était l'un des cinq enfants de Gaston de Béthune (1877-1966) et de Marthe Terlinden (1881-1978). Son père était lieutenant-colonel, ingénieur-chimiste et professeur à l'École royale militaire. Son frère Pierre de Béthune était professeur à l'université catholique de Louvain. Son frère André de Béthune était professeur à l'université catholique de Boston.

## Biographie
Adélaïde de Béthune manifesta très tôt une vocation artistique et reçut des cours privés de dessin. Tout comme ses parents, elle avait une profonde croyance catholique. Après avoir vu une pièce de théâtre racontant la vie de saint François d'Assise, en 1926, elle décida d'en devenir une disciple, vivant dans la pauvreté. En 1928, sa famille émigra en Amérique et s'établit à New York. Adélaïde de Béthune suivit des cours à l'Académie américaine de design. Dès 1932, elle s'inscrivit à la Cooper Union Art School où elle se perfectionna à la sculpture, la peinture et la composition. En 1933 elle réalisa son premier vitrail.
À 19 ans, Adélaïde de Béthune fit la connaissance de Dorothy Day et de Peter Maurin et adhéra au Mouvement ouvrier chrétien dont ils étaient les créateurs. C'était une association qui avait créé des centres d'accueil afin de venir en aide aux sans-abris et aux chômeurs.
À partir de 1933, elle réalisa des dessins pour le mensuel The Catholic Worker édité par l'organisation. De par le gros tirage du périodique, Adélaïde de Béthune devint rapidement connue comme dessinatrice de saints sous un aspect très moderne. Afin de se garantir des revenus suffisants, elle donna également des cours privés de français.
Adélaïde de Béthune se perfectionna en liturgie à la Summer School of Catholic Action. En 1935 elle réalisa son premier chemin de croix en bois pour l'église Saint-Paulin de Clairton (Pennsylvanie). Ce fut le début de sa carrière artistique. Le Saint Leo Shop de Newport (Rhode Island) fut créé afin d'assurer la vente de ses œuvres.
Adélaïde de Béthune devint professeur d'art à l'école de l'abbaye bénédictine de Portsmouth. En même temps elle devint oblate de l'abbaye. Adélaïde de Béthune doit sa renommée à une gravure sur bois réalisée pour le missel My Sunday Missal de 1937 édité à plusieurs millions d'exemplaires.
Au même moment elle changea le nom dont elle signait ses œuvres de « A. de Béthune » en « Ade Bethune ».
En 1938, Ade Bethune déménagea vers Newport où elle resta habiter jusqu'à sa mort. Elle enseigna à la John Stevens University, un centre de formation accordant une place centrale aux idées du « Catholic Worker Movement ». Deux ans plus tard, elle participa à la semaine liturgique de Chicago. Par après, elle resta conseillère liturgique et s'impliqua dans les réformes liturgiques jusqu'au deuxième concile du Vatican.
Ade Bethune continua à illustrer des périodiques liturgiques et des missels. Ses gravures parues dans My Lenten Missal, traduit en plusieurs langues, la rendirent internationalement célèbre. Ses illustrations redonnaient vie à des iconographies chrétiennes oubliées.
Elle réalisa des œuvres à l'étranger, notamment la décoration d'une église aux Philippines en 1949 et au Mexique en 1951.
De 1959 à 1982, Ade Bethune publia un périodique d'art liturgique, le Sacred Signs. En 1965, elle devint directrice artistique de Terra Sancta Guild, une entreprise commercialisant des œuvres religieuses. Ade Bethune continua à créer des nouvelles œuvres. Ainsi elle créa les chandeliers de bronze utilisés lors de la cérémonie de clôture du Deuxième Concile du Vatican et une plaquette commémorative du 200e anniversaire de l'indépendance des États-Unis remise à la Maison Blanche.
Dans l'esprit du Catholic Worker Movement, Ade Bethune resta également socialement active. En 1966, elle fonda la Church Community Housing Corporation qui construisit des logements bon marché à Newport.
En 1991, elle créa la Star of the Sea Corporation qui transforma l'ancien couvent de carmélites de Newport en une maison de retraite pour les pauvres. Ce fut son dernier projet, elle alla elle-même y habiter (en 2001) et y décéda l'année suivante.
Ade Bethune est enterrée au cimetière de l'abbaye de Portsmouth où elle était oblate.

## Collection Ade Bethune
Environ 2 000 dessins, gravures sur bois, œuvres d'art et sa correspondance, furent rassemblés depuis les années 1930 en une collection. Celle-ci est visible depuis 1984 au College of Saint Catherine à Minneapolis-Saint Paul.